# Христос Вседържител
Вижте пояснителната страница за други значения на Христос Вседържител.
„Христос Вседържител“ или „Христос Пантократор“ (от гръцки: Χριστὸς Παντοκράτωρ) е вид изображение на Иисус Христос, разпространено в християнската, най-вече в православната и източнокатолическата иконография.
Представя Христос като добронамерен, но също строг и всевластен съдия на човечеството.
В традиционната православна иконография още от Византийската епоха „Христос Вседържител“ обикновено се изобразява на тавана на централния купол на църквата, в полукупола на апсидата или на свода на нефа.